# 中村禎里
中村 禎里（なかむら ていり、1932年（昭和7年）1月7日 - 2014年（平成26年）3月13日）は、日本の生物学・生物史学者、立正大学名誉教授。専攻は科学史、民族生物学。日本科学史学会会員、日本医史学会会員。

## 経歴・人物
東京生まれ。1958年東京都立大学 (1949-2011)生物学科卒業。同大大学院理学研究科生物学専攻博士課程修了。早稲田実業学校教諭を経て、1967年立正大学教養部講師。助教授、教授、1995年仏教学部教授。2002年定年退任、名誉教授。
生物学を中心に社会現象としての科学のあり方を研究。生物学周辺の歴史・民俗について多くの著書を著す。

## 著書
- 『ルイセンコ論争』みすず書房 1967
  - 改訂版『日本のルィセンコ論争』みすず書房・みすずライブラリー 1997[3]、単行新版 2017
- 『生物学と社会』みすず書房 1970
- 『生物学の歴史』河出書房新社 1973
- 『生物学を創った人びと』日本放送出版協会 1974／増訂版 みすず書房 2000
- 『危機に立つ科学者 1960年代の科学者運動』河出書房新社 1976
- 『血液循環の発見 ウィリアム・ハーヴィの生涯』岩波新書 1977
- 『回転する円のヒストリア』朝日新聞社 1979
- 『科学者その方法と世界』朝日選書 1979
- 『生物学の歴史』河出書房新社 1983／ちくま学芸文庫 2013
- 『日本人の動物観 変身譚の歴史』海鳴社 1984
- 『日本動物民俗誌』海鳴社 1987／講談社学術文庫 2024
- 『魔女と科学者 その他』海鳴社 1987
- 『動物たちの霊力』筑摩書房・ちくまプリマーブックス 1989
- 『狸とその世界』朝日選書 1990／角川ソフィア文庫 2025
- 『河童の日本史』日本エディタースクール出版部 1996／ちくま学芸文庫 2019
- 『胞衣の生命』海鳴社 1999
- 『動物妖怪談』歴史民俗博物館振興会・歴博ブックレット 2000
- 『狐の日本史 古代・中世篇』日本エディタースクール出版部 2001
  - 改訂版『狐の日本史─古代・中世びとの祈りと呪術』戎光祥出版 2000
- 『狐の日本史 近世・近代篇』日本エディタースクール出版部 2003
  - 改訂版『狐付きと狐落とし』戎光祥出版 2017
- 『近代生物学史論集』みすず書房 2004
- 『中国における妊娠・胎発生論の歴史』思文閣出版 2006
- 『動物たちの日本史』海鳴社 2008
- 『生命観の日本史 古代・中世篇』日本エディタースクール出版部 2011

## 共編著
- 『現代の科学・技術論』里深文彦共編 三一書房 1972
- 『遺伝学の歩みと現代生物学』編 培風館 1986
- 『生物学の歴史』溝口元共著 放送大学 2001

## 翻訳
- デービッド・アボット編『世界科学者事典 1 (生物学者)』監訳 原書房 1985

## 参考
- 『生命観の日本史―古代・中世篇』著者紹介